# て

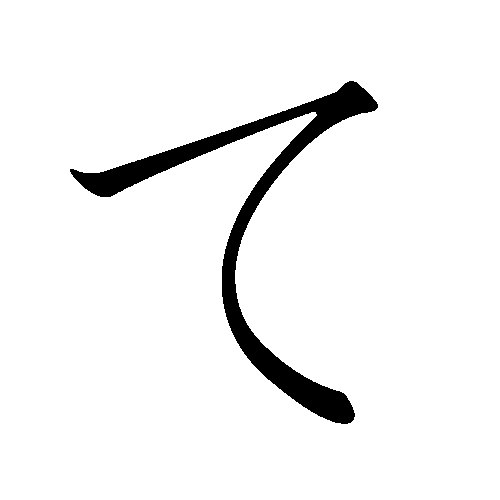
平假名て（清音）

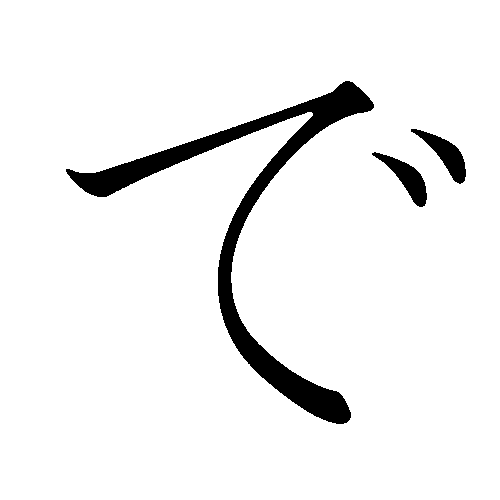
平假名で（濁音）

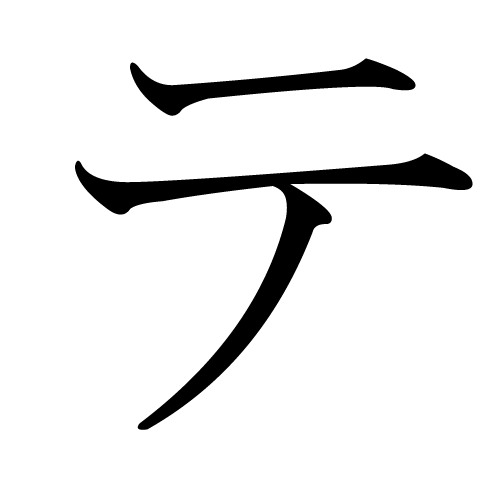
片假名テ（清音）

平假名て和片假名テ是日语的假名之一，由一个音节组成。在日语五十音图中排第4行第4个（た行え段）的位置。て（平假名）和テ（片假名）是清音，其對應的濁音為で（平假名）和デ（片假名）。

## 筆劃順序

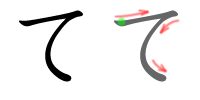
平假名て的筆劃順序

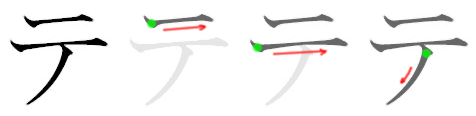
片假名テ的筆劃順序

## 關於て和テ
| 現代日語發音     | 由1個子音和1個母音形成／te̞／音，其對應的濁音為／de̞／音                |
| 五十音顺序       | 第19位                                                                |
| 伊吕波顺序       | 第35位，「え」之后、「あ」之前                                        |
| 平假名「て」字源 | 「天」字的草書。字形很像漢字的「乙」。                                |
| 片假名「テ」字源 | 「天」字的部分變化而來。字形像注音符號的「ㄔ」。                      |
| 日语罗马字       | :平文式罗马字：te 训令式罗马字：te :平文式罗马字：de 训令式罗马字：de |
| 点字：           | \| ●● ●－ \|                                                          |
| 通话表           | 「手紙のテ」                                                          |
| 摩尔斯电码       | ・－・——                                                              |
| ●● ●－           |                                                                       |